# Arco (Trentino)
Arco (Dialekt: Árko oder nur Árk) ist eine italienische Gemeinde (comune) mit 17.754 Einwohnern (Stand 31. Dezember 2023) in der Provinz Trient, Region Trentino-Südtirol. Zusammen mit der Nachbargemeinde Riva del Garda bildet Arco ein zusammenhängendes Siedlungsgebiet von etwa 35.000 Einwohnern. Die Kleinstadt gehört zur Talgemeinschaft Comunità Alto Garda e Ledro.

## Geographie

### Lage und Beschreibung
Die Kleinstadt liegt in Luftlinie etwa 25 km südsüdwestlich der Provinzhauptstadt Trient und etwa fünf Kilometer nördlich des Gardasees am Unterlauf des Flusses Sarca auf einer Höhe von 91 m s.l.m. Die höchste Erhebung auf dem etwas mehr als 63 km² großen Gemeindegebiet ist der östlich von Arco gelegene Monte Stivo mit 2059 m s.l.m. Arco liegt in einem Erdbebengebiet der Klasse 3, d. h. stärkere Erdbeben können vorkommen, sind aber selten.
Zum Gemeindegebiet von Arco gehören die Katastralgemeinden Arco, Oltresarca und Romarzollo sowie die Fraktionen Bolognano, Caneve, Ceole, Chiarano, La Grotta, Linfano, Massone, Moletta, Padaro, Pratosaiano, S. Giorgio, S. Martino, Varignano, Vigne, Vignole. Die Fraktionen Bolognano, Caneve, La Grotta, Massone, Prato Saiano, San Giorgio, San Martino und Vignone gehörten zur Gemeinde Oltresarca, während Ceole, Chiarano, Padaro, Varignano und Vignole Teil der Gemeinde Romarzollo waren. Beide Gemeinden – Oltresarca und Romarzollo – wurden im Zuge der faschistischen Gemeindereform 1929 nach Arco eingemeindet.
Mit der Fraktion Linfano besitzt Arco auch ein kleines Uferstück am Nordufer des Gardasee, das im Osten vom Monte Brione und im Westen von der Mündung der Sarca in den Gardasee eingegrenzt ist. Auf dem Gemeindegebiet von Arco liegen des Weiteren noch mehrere Weiler wie beispielsweise Braila, Laghel, Monte Velo, Prabi, San Giovanni in Monte oder Troiana.
Auf dem Gemeindegebiet von Arco liegen ganz oder teilweise die NATURA 2000 Schutzgebiete Bus del Diaol, Monte Brione.
Arco verfügt über einen historischen Ortskern. Dieser erstreckt sich unterhalb des Burgberges auf der orographisch rechten Flussseite, an der Stelle, an der das Sarcatal in die südlich angrenzende Schwemmebene übergeht, die sich bis zum Nordufer des Gardasees erstreckt. Mittelpunkt der Altstadt ist die Piazza 3 Novembre, an der viele gut besuchte Bars liegen und die von der Pfarrkirche Santa Maria Assunta begrenzt wird. Die Altstadt ist verkehrsberuhigt, von vielen alten, gut erhaltenen Gebäuden gesäumt und beherbergt viele Läden, Bars und Restaurants.

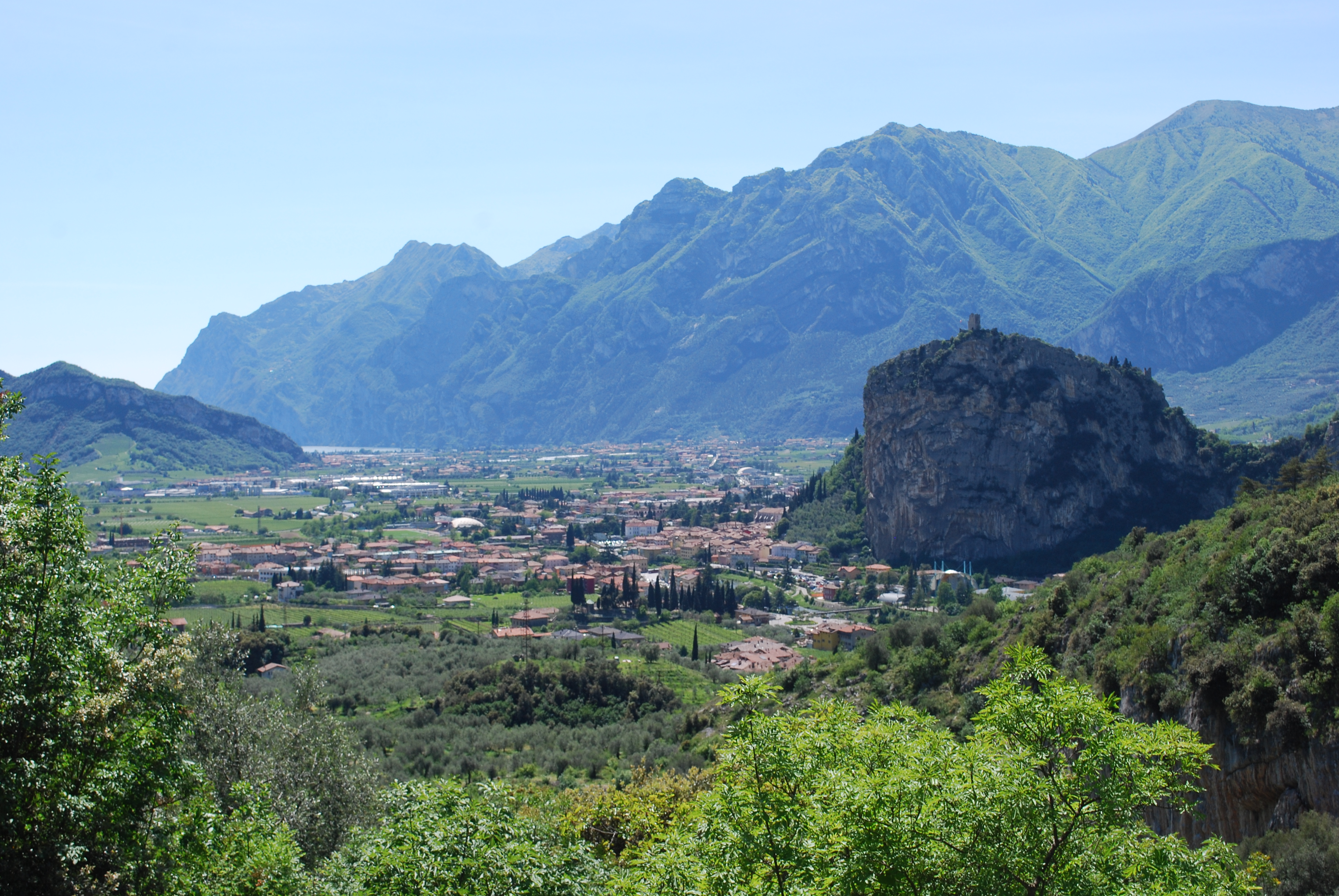
Burg, Stadt und die zum Gardasee reichende Schwemmebene
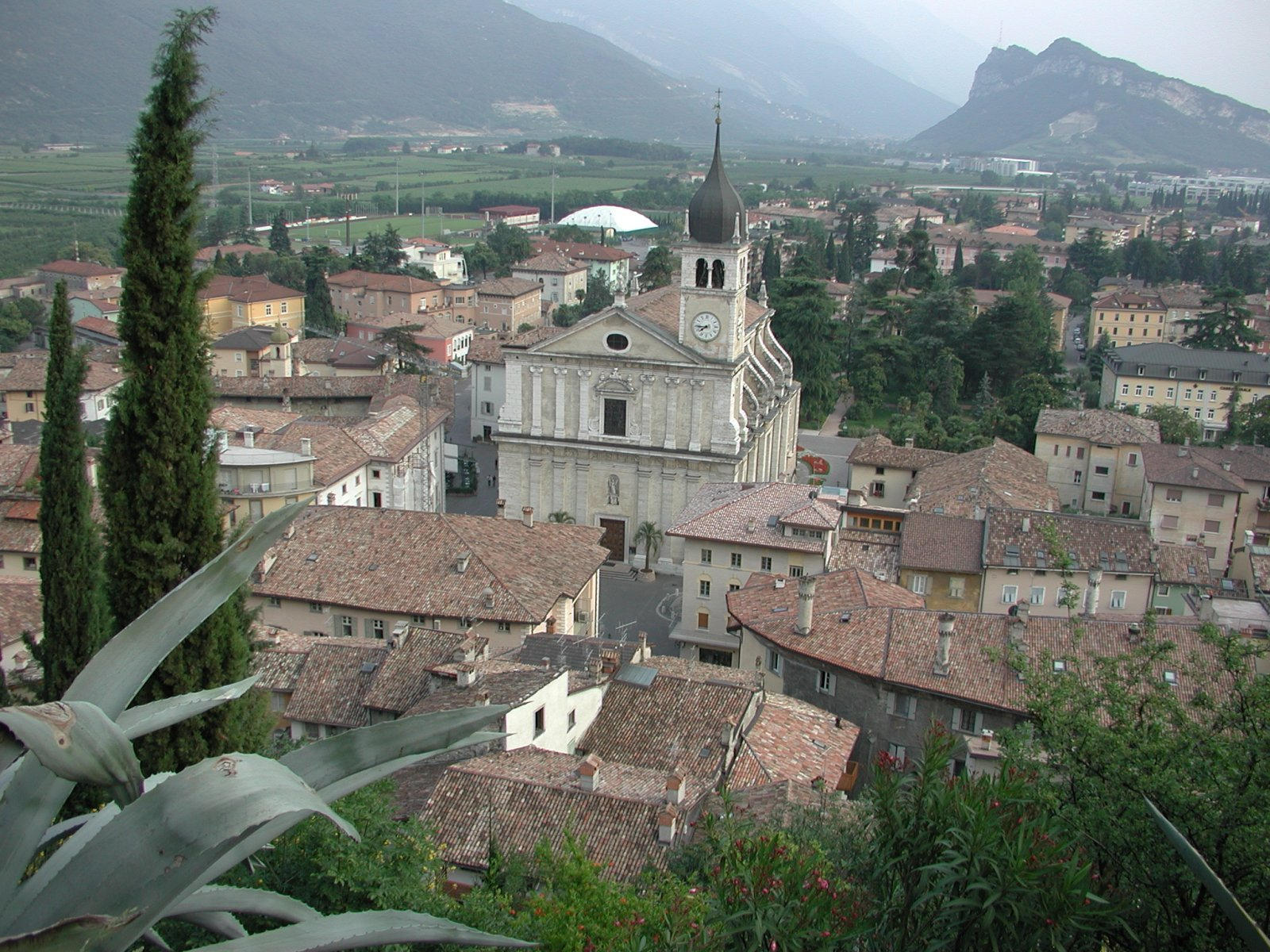
Blick auf die Altstadt
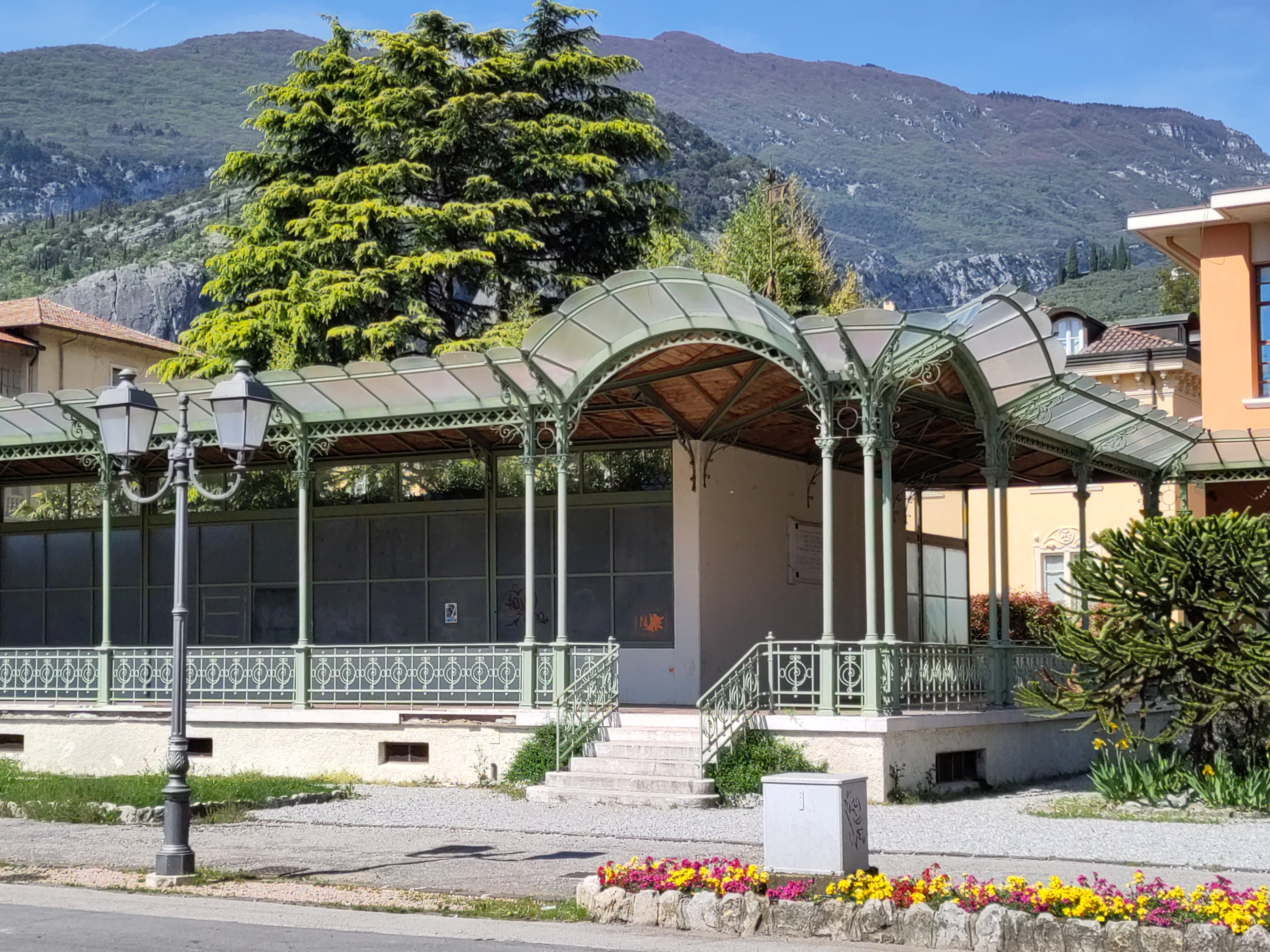
Casino im Zentrum von Arco
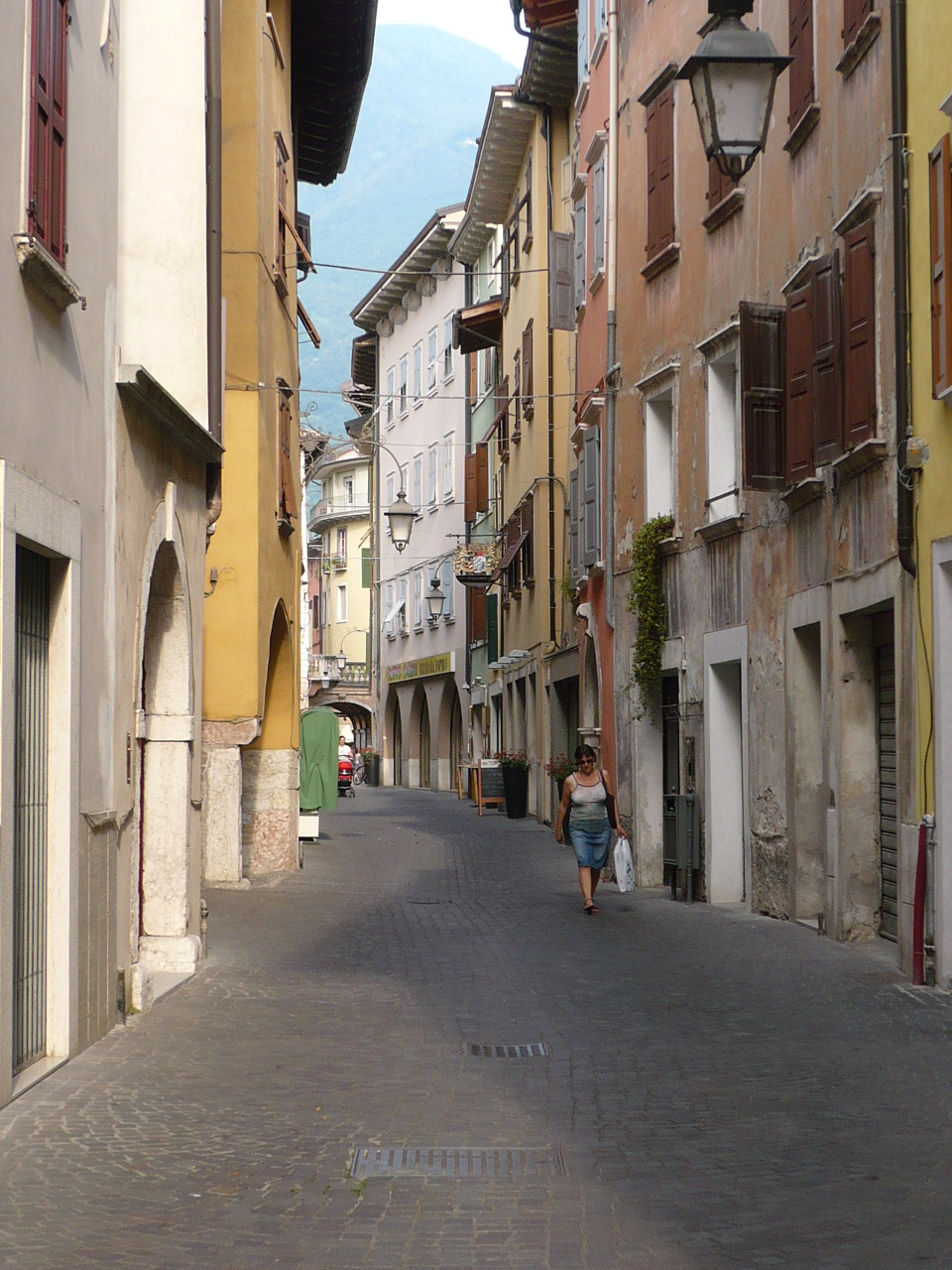
Via Vergolano
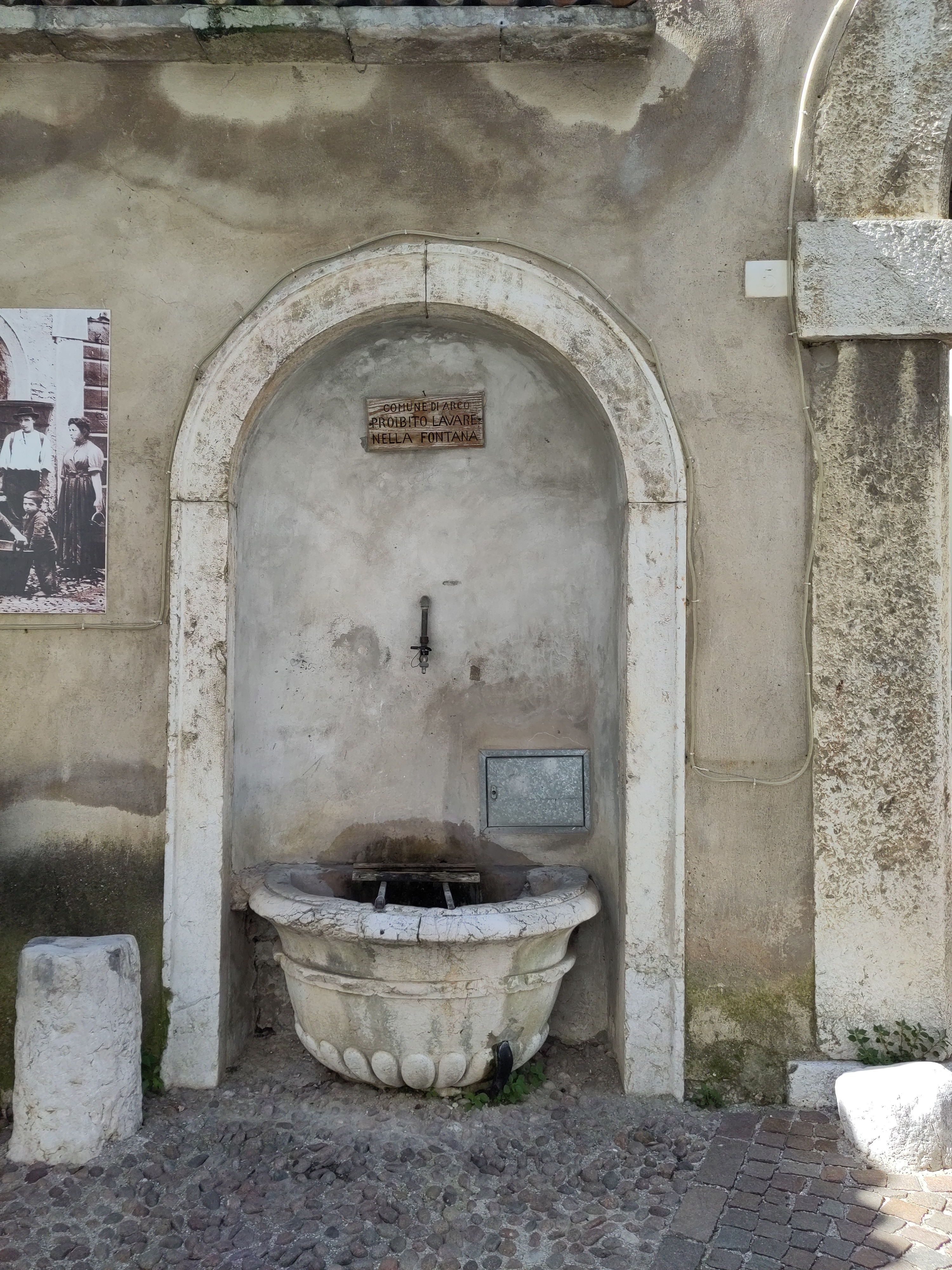
Alter Brunnen an der Kirche San Bernardino

### Klima
Durch seine geschützte Lage, umgeben von Bergen (Gardaseeberge, Ausläufer der Brenta-Gruppe) und die Nähe zum Gardasee herrscht in Arco ein Mikroklima. Der Ort profitiert dabei von den besonderen Windverhältnissen am Gardasee: Das Klima wird sowohl vom auflandigen Südwind Ora als auch vom ablandigen Nordwind Sover beeinflusst. Eine bedeutende Rolle spielen zudem die geomorphologischen Gegebenheiten der Stadt, die im Norden, Westen und Osten von teils hohen Bergen geschützt ist und sich nach Süden zum See hin wie ein römisches Theater öffnet. Gemäß der klimatischen Einordnung italienischer Gemeinden gehört Arco zur Klimazone E, was eine Heizperiode vom 15. Oktober bis 15. April festlegt.
Das Mikroklima begünstigt unter anderem das Wachstum mediterraner Vegetation wie Palmen, die in den zahlreichen Parkanlagen der Stadt zu finden sind. Arco gilt zudem als Luftkurort und wurde bereits im 18. Jahrhundert als Kurort für Atemwegserkrankungen aufgesucht.
|                       | Jan | Feb | Mär | Apr | Mai | Jun | Jul | Aug | Sep | Okt | Nov | Dez |   |      |
| Mittl. Tagesmax. (°C) | 5   | 9   | 13  | 17  | 22  | 26  | 29  | 28  | 24  | 18  | 11  | 6   | ⌀ | 17,4 |
| Mittl. Tagesmin. (°C) | −2  | 0   | 3   | 7   | 11  | 15  | 18  | 17  | 14  | 8   | 3   | −1  | ⌀ | 7,8  |
|                       |     |     |     |     |     |     |     |     |     |     |     |     |   |      |
| Niederschlag (mm)     | 55  | 48  | 58  | 69  | 85  | 86  | 62  | 88  | 63  | 82  | 75  | 51  | Σ | 822  |
|                       |     |     |     |     |     |     |     |     |     |     |     |     |   |      |
| Sonnenstunden (h/d)   | 3   | 4   | 5   | 5   | 6   | 7   | 8   | 7   | 6   | 5   | 3   | 3   | ⌀ | 5,2  |

| −2 |

| 0 |

| 3 |

| 7 |

| 11 |

| 15 |

| 18 |

| 17 |

| 14 |

| 8 |

| 3 |

| −1 |

| −2 |

| 0 |

| 3 |

| 7 |

| 11 |

| 15 |

| 18 |

| 17 |

| 14 |

| 8 |

| 3 |

| −1 |

| N i e d e r s c h l a g | 55  | 48  | 58  | 69  | 85  | 86  | 62  | 88  | 63  | 82  | 75  | 51  |
|                         | Jan | Feb | Mär | Apr | Mai | Jun | Jul | Aug | Sep | Okt | Nov | Dez |

## Geschichte

### Ortsname
Arco wurde erstmals 771 als Arqno urkundlich erwähnt. 1124 erscheint nach Franz Huter ein Archo auf. Das deutsche nicht mehr gebräuchliche Exonym lautet Arch. Die Herkunft des Namens Arco ist nicht sicher geklärt. Möglicherweise leitet er sich aus dem lateinischen arcus (deutsch: Bogen) ab, auch wenn nicht mehr bekannt ist, worauf Bezug genommen wurde. Möglicherweise auf die Form der Siedlung, den Verlauf einer Straße oder eines Wasserlaufes. Laut anderen Erklärungen stammt der Name vom lat. arx (deutsch: Burg), der sich auf die Burgruine von Arco bezieht. Der topographische Name Arco bezieht sich auch auf das Gebiet der ehemalige Pieve und Grafschaft. Unterschiede zwischen den beiden Bedeutungen sind aus der Adjektivierung des Namens zu erkennen. So bezieht sich das Adjektiv archese auf den Ort Arco, während mit arcense auch die übrige ehemalige Grafschaft gemeint ist.

### Entwicklung

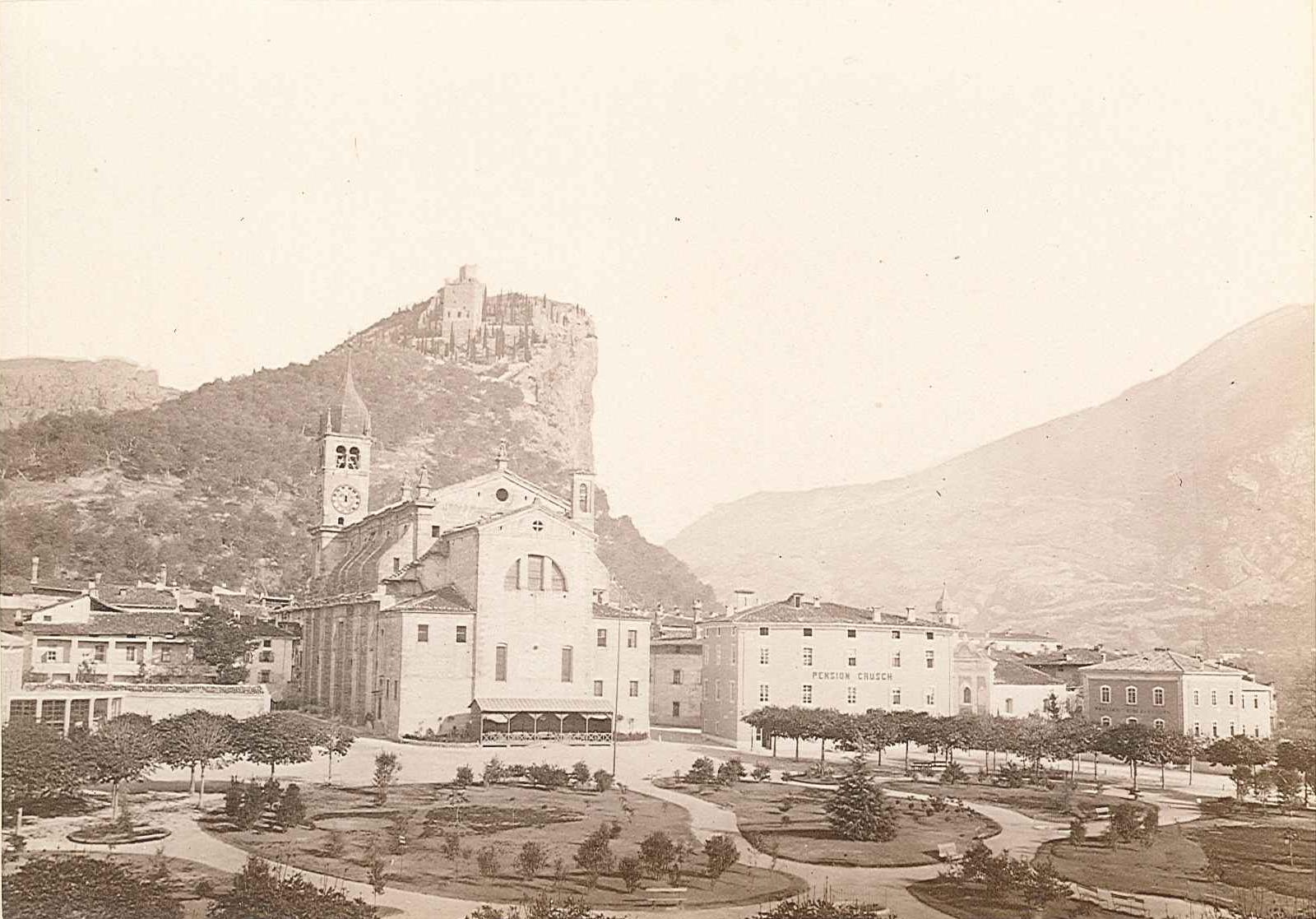
Pfarrkirche und Piazza di Ema, um 1880

In der zweiten Hälfte des 19. Jahrhunderts erlangte Arco in ganz Österreich-Ungarn aufgrund seines milden mediterranen Klimas und der guten Luft einen ausgezeichneten Ruf als Kurort und Heilbad. Besonders bei den Habsburgern und dem mitteleuropäischen Adel war Arco als Winteraufenthalt beliebt. Erzherzog Albrecht von Habsburg ließ sich eine große Villa mit eigenem Park errichten, der Park ist bis heute erhalten. In der Folge kamen weitere Adelige und Vertreter des Großbürgertums, die zahlreiche Jugendstilvillen errichten ließen. Das bauliche Gesamtbild jener Zeit ist auch heute noch weitgehend erhalten.
Das milde Klima war zudem ideal für die Behandlung von Tuberkulose, weshalb zahlreiche Sanatorien entstanden, in denen Kranke oft über lange Zeit behandelt wurden. Es wurden viele Kureinrichtungen gebaut, die sowohl zur Erholung als auch zur Unterhaltung der Kurgäste dienten. Einige dieser Einrichtungen, wie das Casino Municipale mit seiner Veranda und dem Festsaal, sind bis heute erhalten. Das Casino wird aktuell für Kongresse und Veranstaltungen genutzt.
Ende des 19. Jahrhunderts hielt sich auch Rainer Maria Rilke mehrfach in Arco auf. Hier fand er Inspiration für einige seiner Werke und schuf Gedichte über Arco und einige Orte der Umgebung. Heute erinnert der Rilke-Panoramweg an ihn; er führt zu den Orten, die Rilke in seinem Briefwechsel mit Nora Goudstikker erwähnte.
Bis zum Ende des Ersten Weltkriegs gehörte die Gemeinde zum Gerichtsbezirk Arco und war Teil des Bezirks Riva.

## Bevölkerungsentwicklung
In den letzten 100 Jahren ist die Bevölkerung von Arco auf über das Doppelte gestiegen und die Stadt ist gewachsen. Untenstehende Grafik verdeutlicht das Wachstum.

Bevölkerungsentwicklung von Arco zwischen 1921 und 2022

Alle 10 Jahre findet eine Volkszählung statt, um die genauen Daten erheben zu können. Aufgrund der politischen Situation wurden Daten 1936, dann aber erst 1951 erhoben. Die letzten Volkszählungen fanden 2011 und 2021 statt (Stand 2024).
| 1921  | 1931  | 1936  | 1951   | 1961   | 1971  | 1981   | 1991   | 2021   |
| ----- | ----- | ----- | ------ | ------ | ----- | ------ | ------ | ------ |
| 9.294 | 8.517 | 9.215 | 10.154 | 10.418 | 8.830 | 11.737 | 12.855 | 17.691 |

Die folgende Tabelle zeigt die Einwohnerentwicklung in den Jahren 2001 bis 2022. Die Daten werden von der Stadt aufgrund von Zu- und Wegzügen sowie von Geburten und Todesfällen erhoben.
| 2001   | 2002   | 2003   | 2004   | 2005   | 2006   | 2007   | 2008   | 2009   | 2010   | 2011   | 2012   | 2013   | 2014   | 2015   | 2016   | 2017   | 2018   | 2019   | 2020   | 2021   | 2022   |
| ------ | ------ | ------ | ------ | ------ | ------ | ------ | ------ | ------ | ------ | ------ | ------ | ------ | ------ | ------ | ------ | ------ | ------ | ------ | ------ | ------ | ------ |
| 14.553 | 14.779 | 15.139 | 15.568 | 15.812 | 16.023 | 16.155 | 16.364 | 16.585 | 16.901 | 16.850 | 17.038 | 17.199 | 17.371 | 17.526 | 17.588 | 17.716 | 17.819 | 17.933 | 17.798 | 17.691 | 17.759 |

Im Jahr 2022 lebten in Arco 17.759 Einwohner, verteilt auf 7.844 Familien. Bis 2015 verzeichnete die Stadt ein natürliches Bevölkerungswachstum, da es mehr Geburten als Todesfälle gab. Seit 2015 hat sich der Trend jedoch umgekehrt: Es gibt nun mehr Todesfälle als Geburten. So wurden im Jahr 2022 beispielsweise 129 Kinder geboren, während 181 Menschen starben. Das Bevölkerungswachstum resultiert daher hauptsächlich aus Zuzügen – im Jahr 2022 zogen 124 Personen neu nach Arco, davon 73 aus dem Ausland.
Die Zahl der nicht italienischen Einwohner stieg zwischen 2003 und 2011 an und ist seither relativ stabil. Am 1. Januar 2023 lebten 1.525 Menschen aus dem Ausland in Arco, was 8,6 % der Gesamtbevölkerung entspricht. Von diesen stammen 65,4 % aus Europa, 14,6 % aus Afrika, 12,7 % aus Asien und 7 % aus Amerika.

## Politik
Im Jahr 1993 wurde per Gesetz die Direktwahl der Bürgermeister eingeführt. Folgende Bürgermeister wurden seitdem gewählt:
- 1995: Eugenio Mantovani
- 1999: Renato Veronesi, von Centre-Lesti (Zentrum der Bürger)
- 2002: Renato Veronesi
- 2010: Paul Mattei
- 2013: Alessandro Betta
- 2020: Alessandro Betta, von der Koalition Arco Civica und Autonomia, Lehrer
- 2025: Arianna Fiorio, von der Koalition Arco che vorrei (Das Arco, das ich mir wünsche)[18]

Mit der Anwältin Arianna Fiorio steht seit 2025 erstmals eine Frau an der Spitze der Kommune.
Die Stadt Arco ist folgende Städtepartnerschaften eingegangen:
- Bogen, (Bayern)
- Maybole, (South Ayrshire)
- Roccella Ionica, (Kalabrien)
- Schotten, (Hessen)

## Sehenswürdigkeiten
Die Stadt und die Umgebung kann mit vielen Sehenswürdigkeiten aufwarten. Besonders zu erwähnen sind die im Folgenden genannten.

### Burgruine Arco

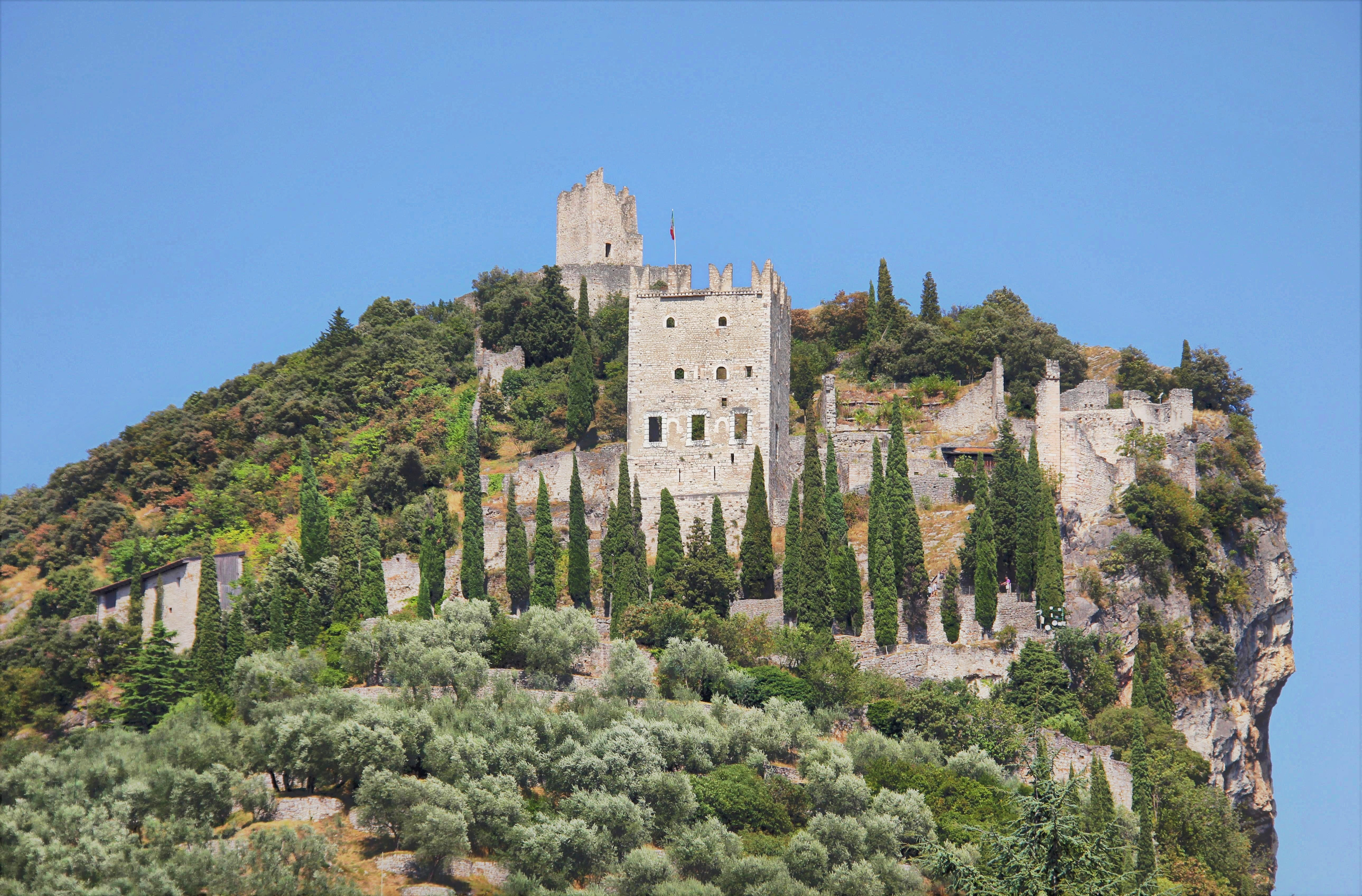
Burgruine von Arco

Auf dem Burgfelsen über der Altstadt gelegene Burgruine ist die Stammburg derer von Arco. Sie wurde erstmals 1144 urkundlich erwähnt. Die Burg war in verschiedenen Jahrhunderten der Mittelpunkt von Streitigkeiten zwischen Parteien aus Verona, Tirol, Frankreich, Bayern und Mailand, sie galt über Jahrhunderte als uneinnehmbar, wurde aber 1703 während des Spanischen Erbfolgekrieges von französischen Truppen des Maréchal de camp Vendôme zerstört. 1495 erstellte Albrecht Dürer ein Gemälde der Stadt mitsamt noch intakter Burg. Auch Rainer Maria Rilke besuchte Arco Ende des 19. Jahrhunderts und war von der Burg so beeindruckt, dass er ihr ein Gedicht widmete. Der Felsen, auf dem die Burgruine liegt, fällt zum Flusstal hin steil ab und bildet eine hohe Felswand, während die Süd- und Westflanke sanft abfallen. Über diese Flanke gibt es einen Weg von der Altstadt zur Burg, die über diesen in etwa 20 Minuten erreichbar ist. Es gibt einen Kreuzweg, der in Arco beginnt, über die Burg zur Kapelle „S. Maria di Laghel“ führt.

### La Collegiata Santa Maria Assunta

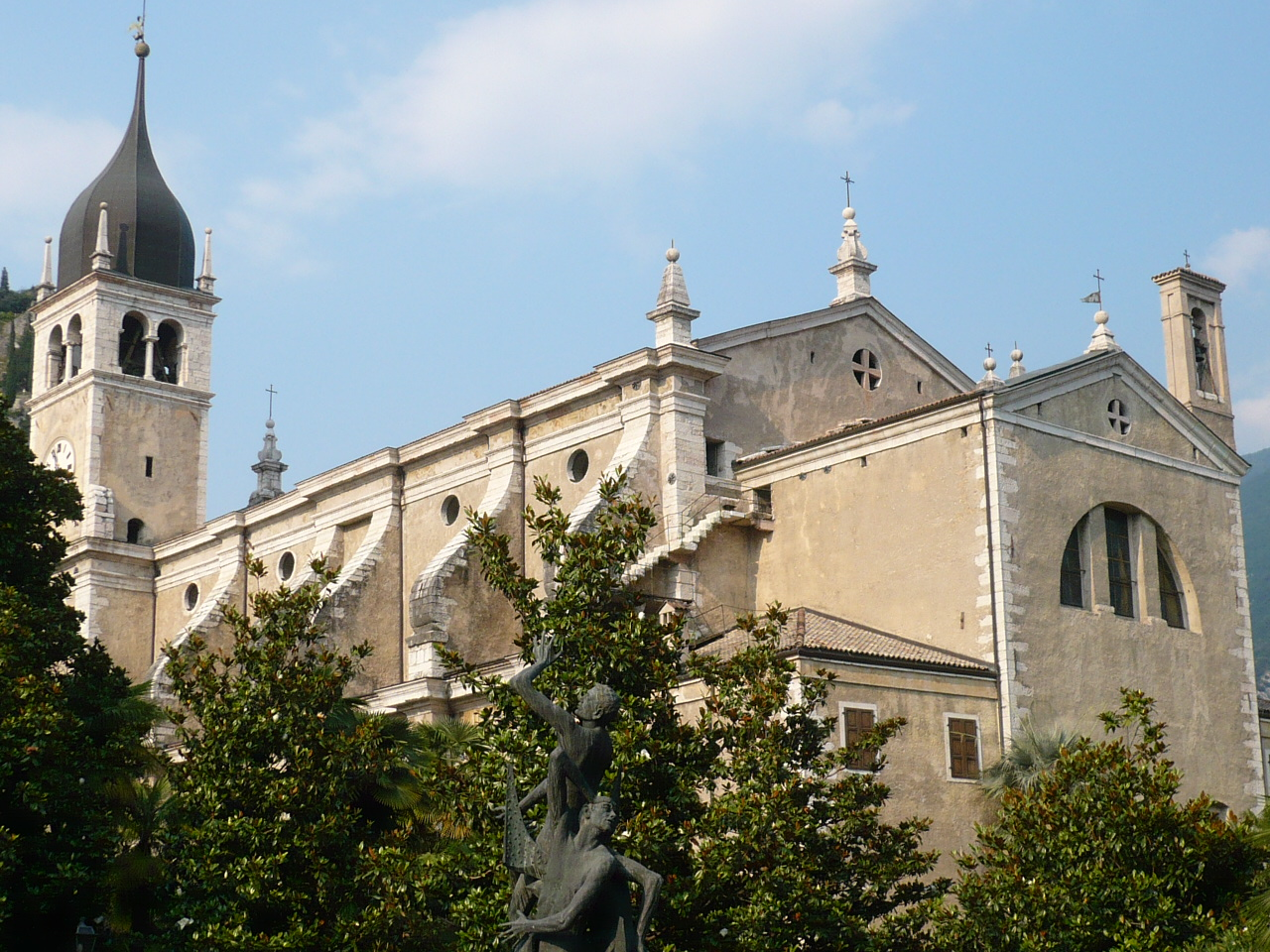
Pfarrkirche La Collegiata

Die Pfarrkirche Santa Maria Assunta, meist nur als La Collegiata bezeichnet, liegt mitten in der Altstadt an der Piazza III Novembre. Sie wurde 1144 erstmals erwähnt, wurde aber 1613 abgerissen und nach Plänen von Giovanni Maria Filippi da Dasindo bis 1630 neu erbaut. Eingeweiht wurde sie erst 1671, da durch die 1630 ausgebrochene Pestepidemie die Arbeiten für Jahrzehnte nicht fortgesetzt wurden. Sie ist Mariä Himmelfahrt gewidmet.
Sie ist eines der größten Bauwerke der Trentiner Spätrenaissance (1613–1671), eine monumentale Stiftskirche, die im romanisch-gotischen Stil erbaut wurde. Diese zeigt eine strenge Fassade und eine hölzerne, schön geschnitzte Kassettentür. Die Kirche verfügt über vierzehn Strebepfeiler, die die Aula und den Glockenturm tragen. Der Glockenturm ist 61 m hoch. Das Kirchenschiff verfügt im Inneren über einen Hauptaltar und acht Seitenaltäre. Einige der Seitenaltäre sind mit Ölgemälden der Brescianischen Schule ausgestattet, dahinter befinden sich halbkreisförmige Buntglasfenster. Über dem Hauptaltar befindet sich ein Altarbild mit Madonna und Jesuskind, diese werden gesäumt von Erzengel Michael und zwei Engeln, ein Werk von Felice Brusasorzi (1539–1605). Der Chor ist aus Holz und wurde von Giacomo Benedetti erstellt. In einem Glaskasten am zweiten Altar werden die sterblichen Überreste einer Märtyrerin verwahrt, die Papst Innozenz XI. dem Grafen von Arco einst schenkte, deswegen wird sie „Innocenza“ genannt.

### Trinitatiskirche

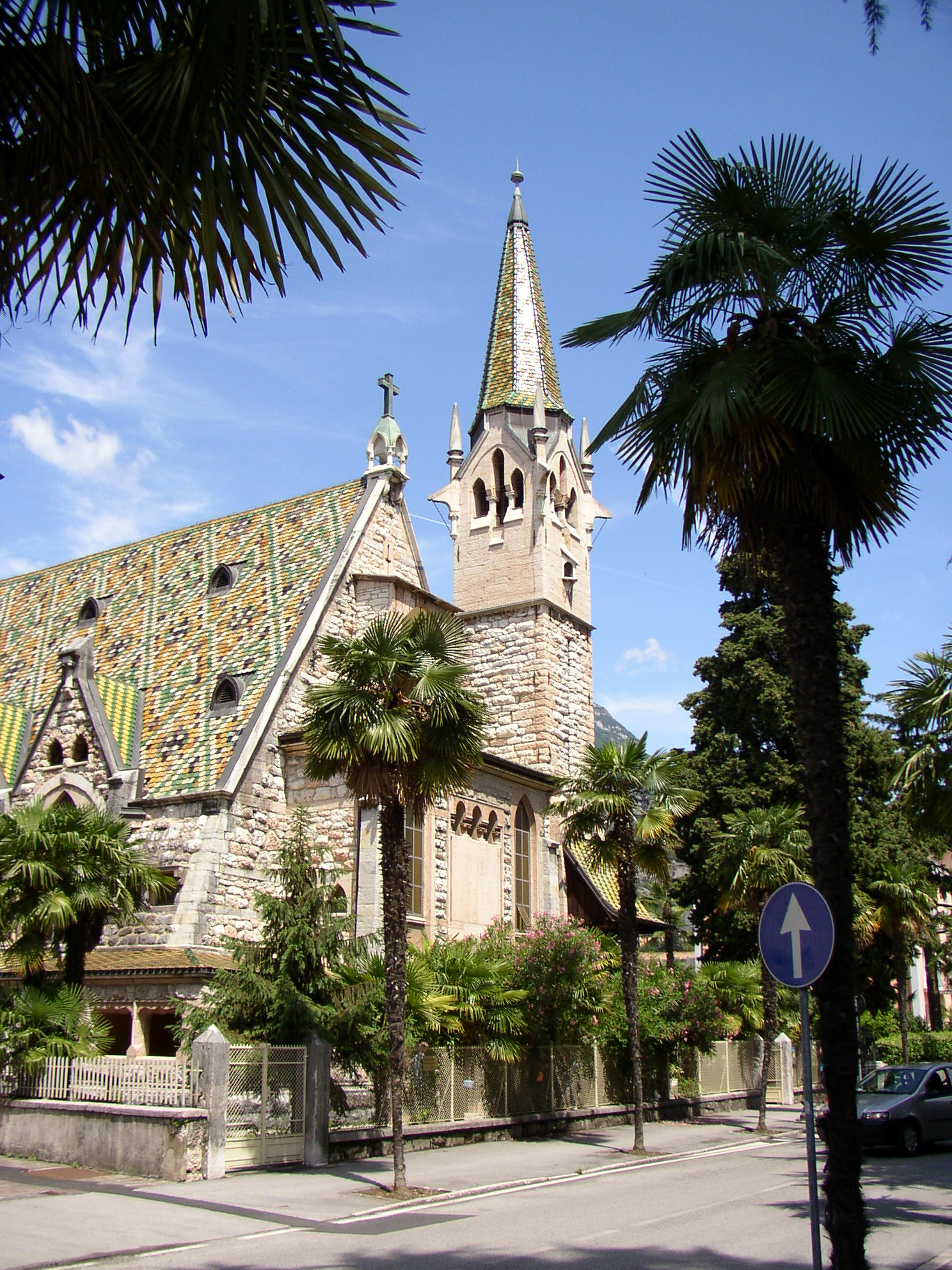
Trinitätskirche

Die Trinitatiskirche war die erste protestantische Kirche im italienischsprachigen Teil Tirols und ist bis heute eine der wenigen evangelischen Kirchen im Trentino. Sie liegt an der Via Roma, etwas außerhalb der Altstadt. Mit ihrem steil aufgerichteten Dach mit bunten Dachziegeln, einem schlanken Turm und der Steinästhetik ist sie ein architektonisches Kleinod.
Evangelische Gottesdienste wurden ab 1878 mit dem Meraner Pfarrer Richter in Arco gefeiert. Ab 1885 entsandte der „Verein für die Errichtung deutsch-evangelischer Gottesdienste in Kurorten“ evangelische Seelsorger nach Arco. Seit 1895 erfolgte die Beauftragung der Seelsorger durch das Presbyterium der evangelischen Gemeinde Meran mit Unterstützung der evangelischen Kirche Deutschlands EKD. Die wechselnden Räume erwiesen sich als ungeeignet und im Winter auch als zu kalt. Die – eher kleine – Gemeinde hatte den Wunsch nach einer eigenen Kirche. Ein Weinberg im Erweiterungsgebiet südlich der Altstadt von Arco bot sich an und durch das Vermächtnis eines Meraner Gemeindemitglieds konnte der Kauf finanziert werden. Anfang 1892 erwarb die Gemeinde das Grundstück. Die detaillierten Pläne für die Kirche entwarf Heinrich Fricke (1860–1917), der aus Hamburg stammte, damals aber in Meran lebte. Er mischte verschiedene Stile in eigenwilliger Weise und dadurch entstand der besondere Stil der Trinitatiskirche. Am 18. Februar 1900 wurde die Trinitatiskirche eingeweiht.
Die Kirche wurde im Ersten Weltkrieg beschädigt, erst 1924 fand wieder ein Gottesdienst statt. Von 1934 bis 1968 wurde die Kirche als katholische Kirche genutzt und hieß in dieser Zeit Chiesa di Santa Teresa. Erst ab Dezember 1971 wurden wieder evangelische Gottesdienste gehalten. 1976 erlitt die Kirche Schäden durch das Erdbeben in Friaul.
Deutschsprachige Gottesdienste werden Stand 2024 noch regelmäßig gefeiert.

### Chiesa di San Bernardino

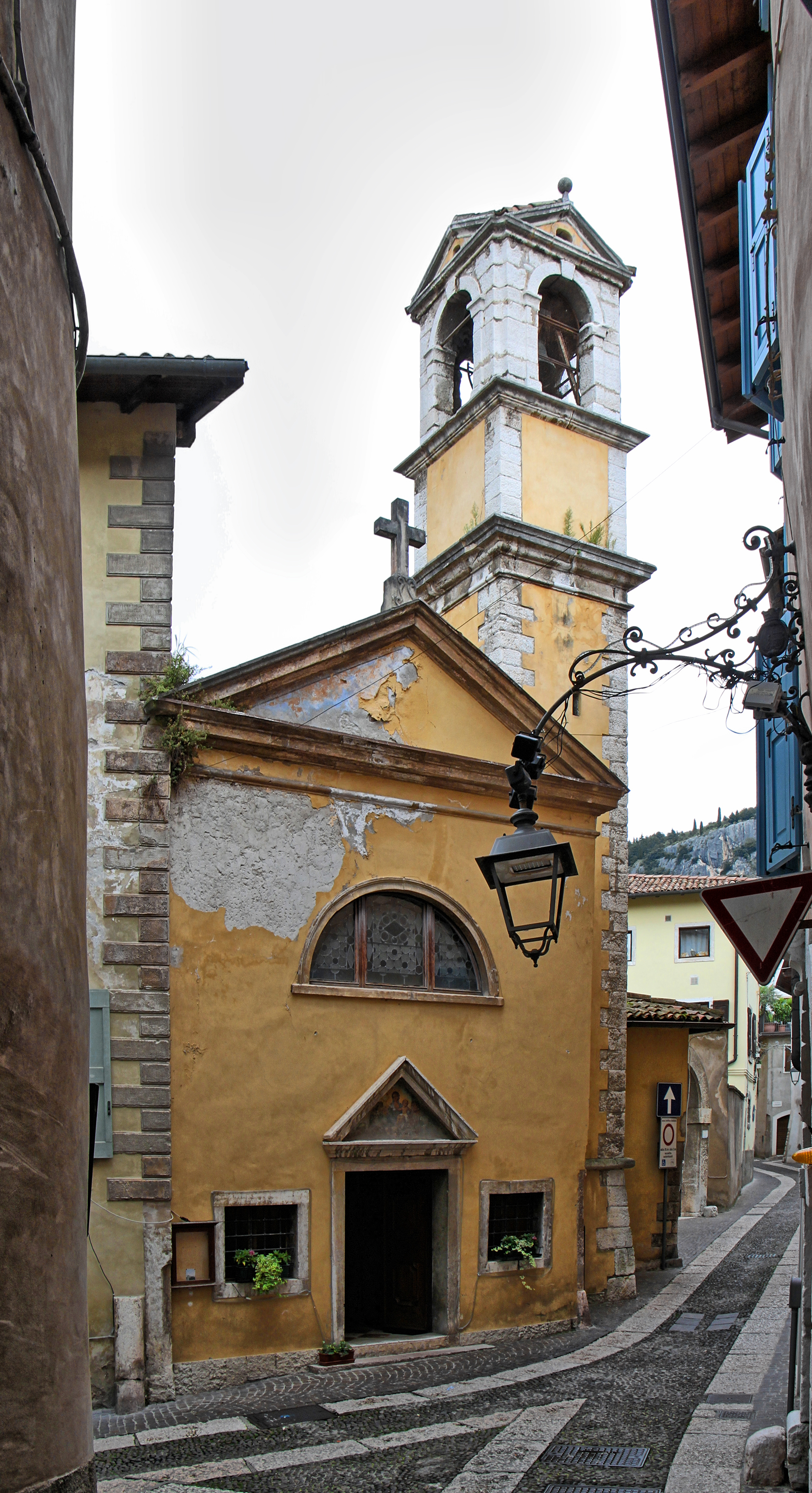
Chiesa San Bernardino – Arco

Die kleine Kirche befindet sich im Ortsteil Stranfora im nordwestlichen Teil von Arco und ist nach Westen ausgerichtet. Der einschiffige Innenraum wird ausschließlich durch die Fenster der straßenbegleitenden Fassade erhellt. Ein historischer Altar aus dem 17. Jahrhundert sowie Fresken mit Szenen aus dem Leben des heiligen Bernardino zieren das Gewölbe. Der Turm befindet sich an der rechten Seite der Kirche und ist mit dreieckigen Giebeln verziert.
Die Grundsteinlegung für die Kirche erfolgte am 20. Mai 1624, die Fertigstellung im Jahr 1636. Der Bau wurde durch das Vermächtnis des Bernardino Bonora finanziert und dem heiligen Bernardino geweiht. Die Ausgestaltung des Innenraums erfolgte in der zweiten Hälfte des 17. Jahrhunderts. Ab 1845 war die Kirche mit dem Krankenhaus von Arco verbunden, mit dem sie über das Oratorium in Verbindung stand. Die Klosterschwestern des Ordens der Barmherzigen Schwestern betreuten sowohl das Krankenhaus als auch die Kirche. Im Jahr 1894 wurde der bereits vorhandene Glockenturm erhöht. Sanierungen der Kirche fanden 1949, 1963 und 1984 statt.

### Ortsteil Stranfora

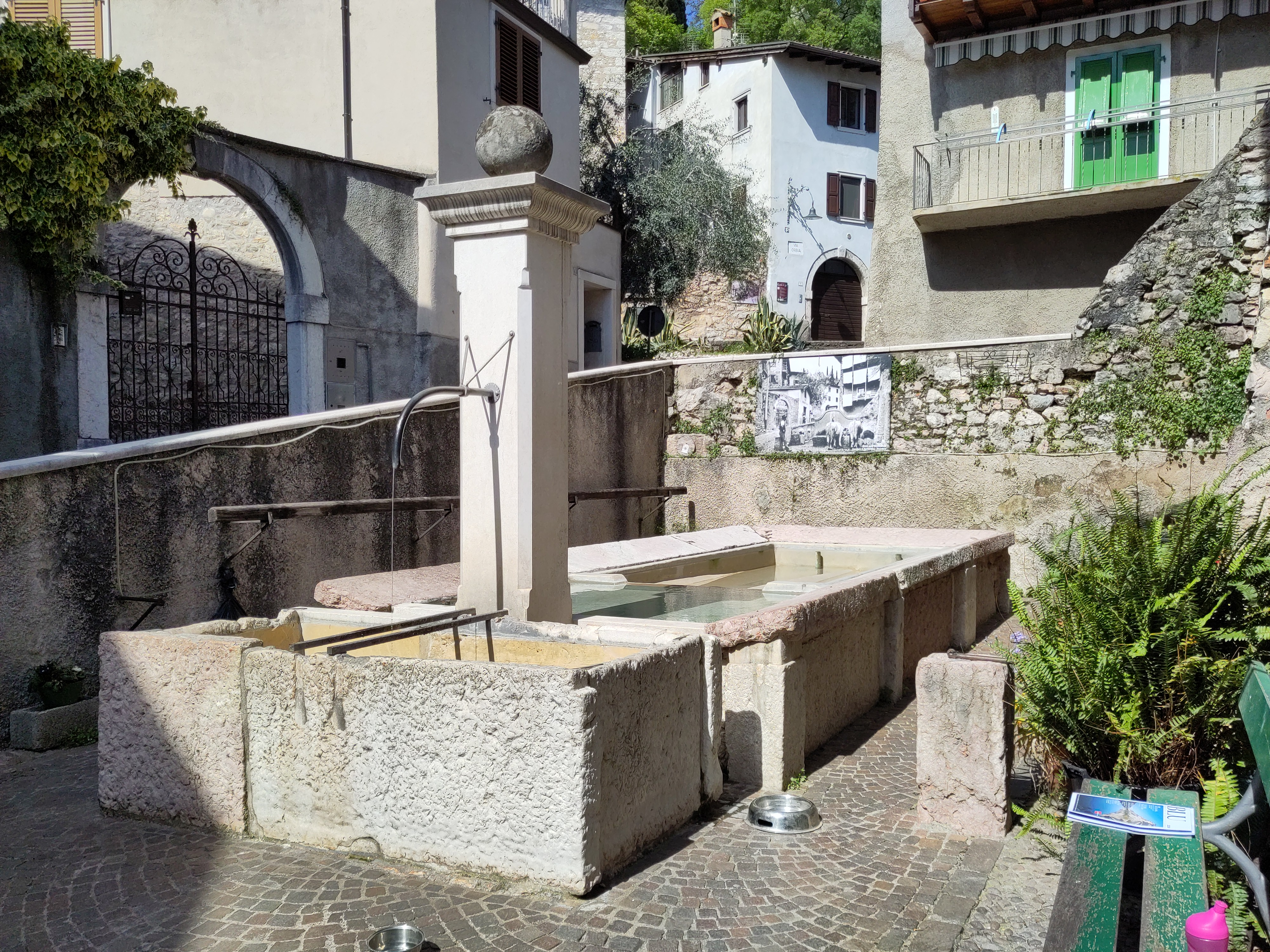
Brunnen und Waschplatz im Stranfora-Viertel

Der Ortsteil Stranfora liegt westlich des Burgfelsens und ist das älteste Stadtviertel von Arco. Es ist noch gut erhalten, mit engen gepflasterten Straßen und alten Gebäuden, die auch heute (Stand 2024) noch bewohnt sind. Inmitten dieses Stadtteils befindet sich ein alter Brunnen, der den umliegenden Bewohnern einst als Wasserquelle und Waschplatz diente. Direkt am Waschplatz und in den umliegenden Gässchen hat die Stadt historische Aufnahmen ausgestellt (Stand April 2024), die auf dem Foto des Brunnens im Hintergrund zu sehen sind.
In Stranfora beginnt auch der Aufgang zur Burgruine, der entlang der Via Stranfora verläuft. Das einzige noch erhaltende Stadttor von Arco befindet sich ebenfalls in diesem Stadtviertel.

### Parco Arciducale Arboreto
Im Stadtteil Stranfora befindet sich auch der Parco Arciducale Arboreto. Der Park ist ein Arboretum und gehörte ursprünglich zu der großen Villa, die 1873 für Erzherzog Albert von Österreich errichtet wurde. Erzherzog Albert verbrachte meist die Wintermonate in Arco. Der Garten präsentiert vor allem Baum- und Straucharten, insbesondere immergrüne Pflanzen, da er die Villa im Winter verschönern sollte. Dank des milden Klimas gedeihen hier mehr als 150 Baum- und Straucharten aus aller Welt, wobei mediterrane und subtropische Pflanzen überwiegen. In den 1960er Jahren wurden verschiedene Pflanzenlandschaften angelegt, um die natürliche Zusammensetzung unterschiedlicher Lebensräume zu zeigen, etwa Oasen- und Palmenwald, mediterrane Macchia, subtropische Nutzpflanzen oder Nadelwald. 1993 erfolgte eine Umgestaltung, um den ursprünglichen Charakter des Parks wiederherzustellen.

### Palazzo del Termine oder della Lega

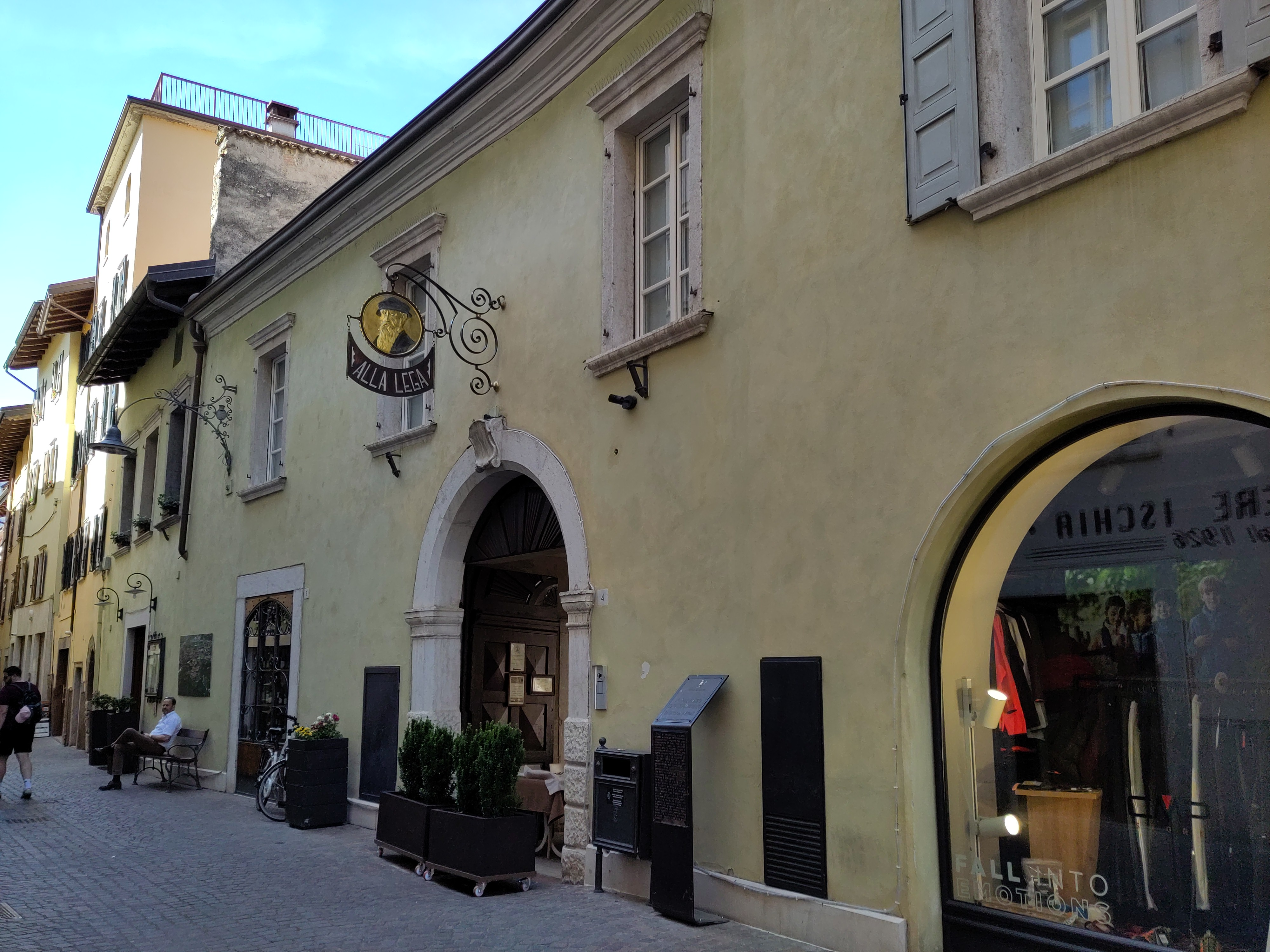
Palazzo del Termine Arco

Von der Piazza 3 Novembre kommend, liegt am Anfang der Via Vergolano der Palazzo del Termine, auch Palazzo della Lega genannt. Der ursprüngliche Name bezieht sich auf einen Grenzstein, der ab 1512 an dieser Stelle die Teilung der Grafschaft von Arco markierte. Der neuere Name (della Lega) geht auf die „Lega dei Contadini del Basso Sarca“ (dt. etwa: Liga der Bauern des unteren Sarcatals) zurück, die in diesem Gebäude ihren Sitz hatte. Der Palazzo wurde vermutlich in der zweiten Hälfte des 15. Jahrhunderts erbaut und hatte im Laufe der Zeit verschiedene Besitzer. Heute wird das Gebäude für Büros und Wohnungen genutzt, während insbesondere der Innenhof als Restaurant dient.
Der Palazzo hat eine viereckige Form und ist um einen großen Innenhof angelegt. Von dort aus ist die vollständig mit Fresken bemalte Unterseite des Daches zu sehen. Die Fresken zeigen die Wappen verschiedener Besitzer und Familienmitglieder. An der nordöstlichen Seite des Innenhofes gelangt man in einen großen Raum, dessen Decke ebenfalls vollständig mit Fresken bemalt ist. In der Mitte des Bogenkreuzes des Gewölbes befindet sich der kaiserliche Adler, der auf seiner Brust alle Wappen der Länder trägt, die zur Zeit Karls V. Teil des Habsburgerreiches waren. Im ersten Stock des Palazzo befindet sich ein Saal mit einer reich verzierten Kassettendecke; die Wände sind ebenfalls mit zahlreichen Fresken geschmückt. Im zweiten Stock des Gebäudes liegen weitere reich dekorierte und ausgestattete Räume. Insgesamt zeugt die Ausstattung vom hohen künstlerischen und historischen Wert dieses Palazzo und vom Reichtum seiner einstigen Besitzer.

### Denkmal für Giovanni Segantini

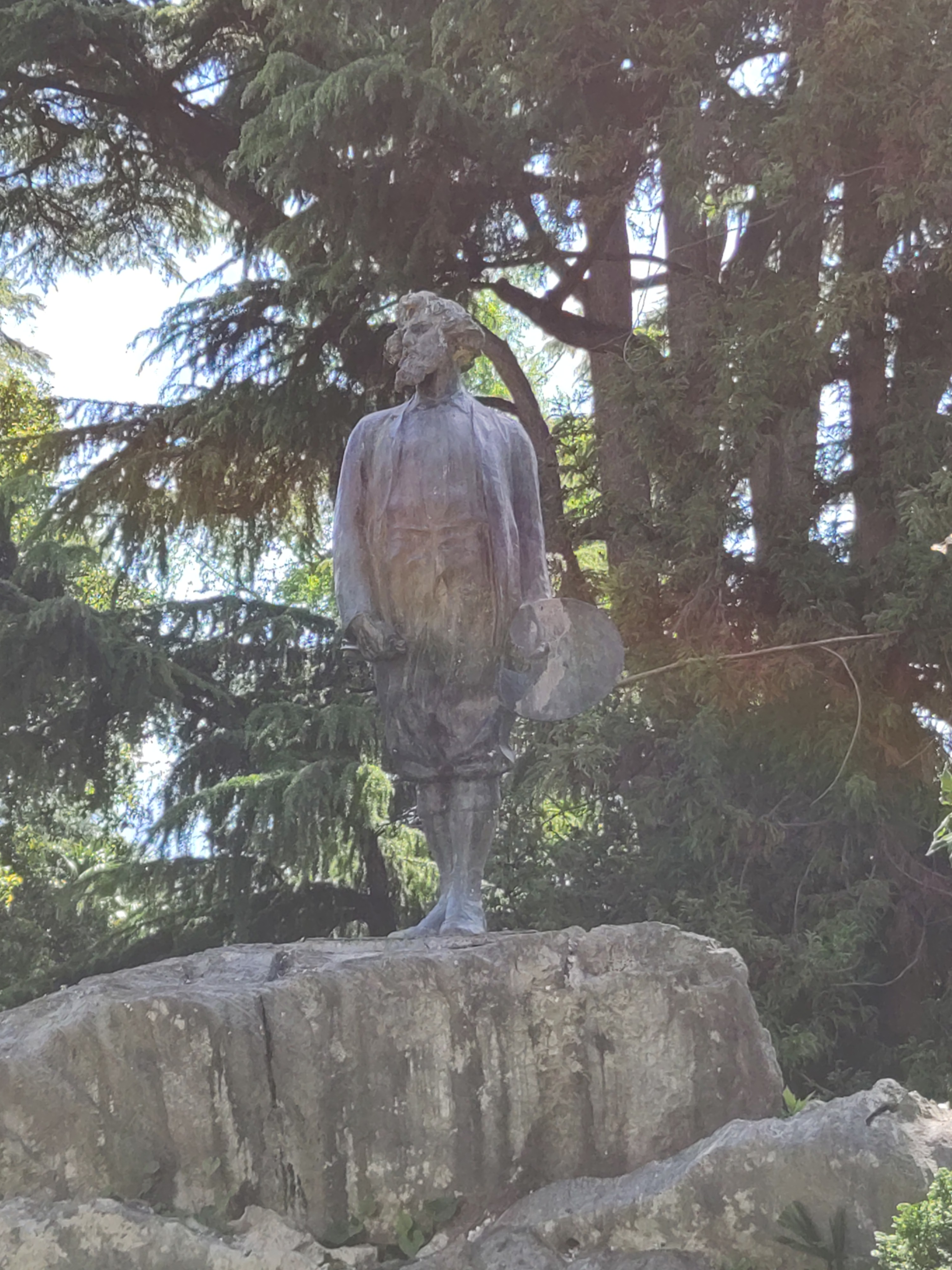
Denkmal Giovanni Segantini in Arco

Das Denkmal für den Maler Giovanni Segantini steht im öffentlichen Park direkt hinter der Pfarrkirche Santa Maria Assunta. Es wurde von Leonardo Bistolfi geschaffen. Giovanni Segantini wurde in Arco geboren, verließ den Ort allerdings bereits im Alter von sieben Jahren. Das Denkmal wurde am 24. Oktober 1909 eingeweiht, etwa 10 Jahre nach dem Tod des Malers. Seine Tochter Bianca war bei der Einweihung anwesend und erinnerte an die Werke ihres Vaters.
Das Denkmal für den Maler ist in dem Park ausgestellt, der ehemals der Kurpark war. Dieser zeichnet sich durch schöne alte Bäume aus und grenzt an die ehemaligen Kurgebäude. Diese werden heute anderweitig genutzt.

### Casino Municipale
Der lang gestreckte Bau südwestlich der Pfarrkirche Collegiata wurde in der zweiten Hälfte des 19. Jahrhunderts erbaut. Er war damals Treffpunkt von Adel und Großbürgertum, das hier zur Kur war. Entlang des heute noch vorhandenen schmiedeeisernen Wandelgangs und auf der großen Veranda schlenderten die Kurgäste. Im großen Ballsaal wurden regelmäßig Feste gefeiert. 1889 soll auch Kaiserin Sissi anwesend gewesen sein. Heute dient das Gebäude für Kongresse und Veranstaltungen wie die Traubenkur, eine regelmäßig stattfindende Messe, von Arco.

### Palazzo Marchetti
Der Palazzo Marchetti befindet sich an der Piazza Marchetti direkt an der Ostseite der Pfarrkirche Santa Maria Assunta. Der Bau bildet ein Hufeisen um einen geräumigen Innenhof. Er wurde ursprünglich auch Palazzo di San Pietro genannt, da er direkt am antiken Stadttor namens San Pietro lag. Dieser Palast entstand vermutlich zwischen dem 15. und 16. Jahrhundert und diente den Grafen von Arco als Wohnsitz. Diese verkauften das Gebäude im 19. Jahrhundert an den Richter Saverio Marchetti.
Der Palazzo gehört zu den interessantesten Denkmälern von Arco, sowohl wegen seines Baustils als auch wegen der Verzierungen im Innen- und Außenbereich. So ist unter der Dachtraufe ein Band von Fresken angebracht, die aus dem 16. Jahrhundert stammen und Motive aus der Mythologie zeigen. Einige der Fresken werden Dionisio Bonmartini zugeschrieben.
Heute beherbergt das Gebäude ein Restaurant mit Tagungsräumen.

### Palazzo dei Panni

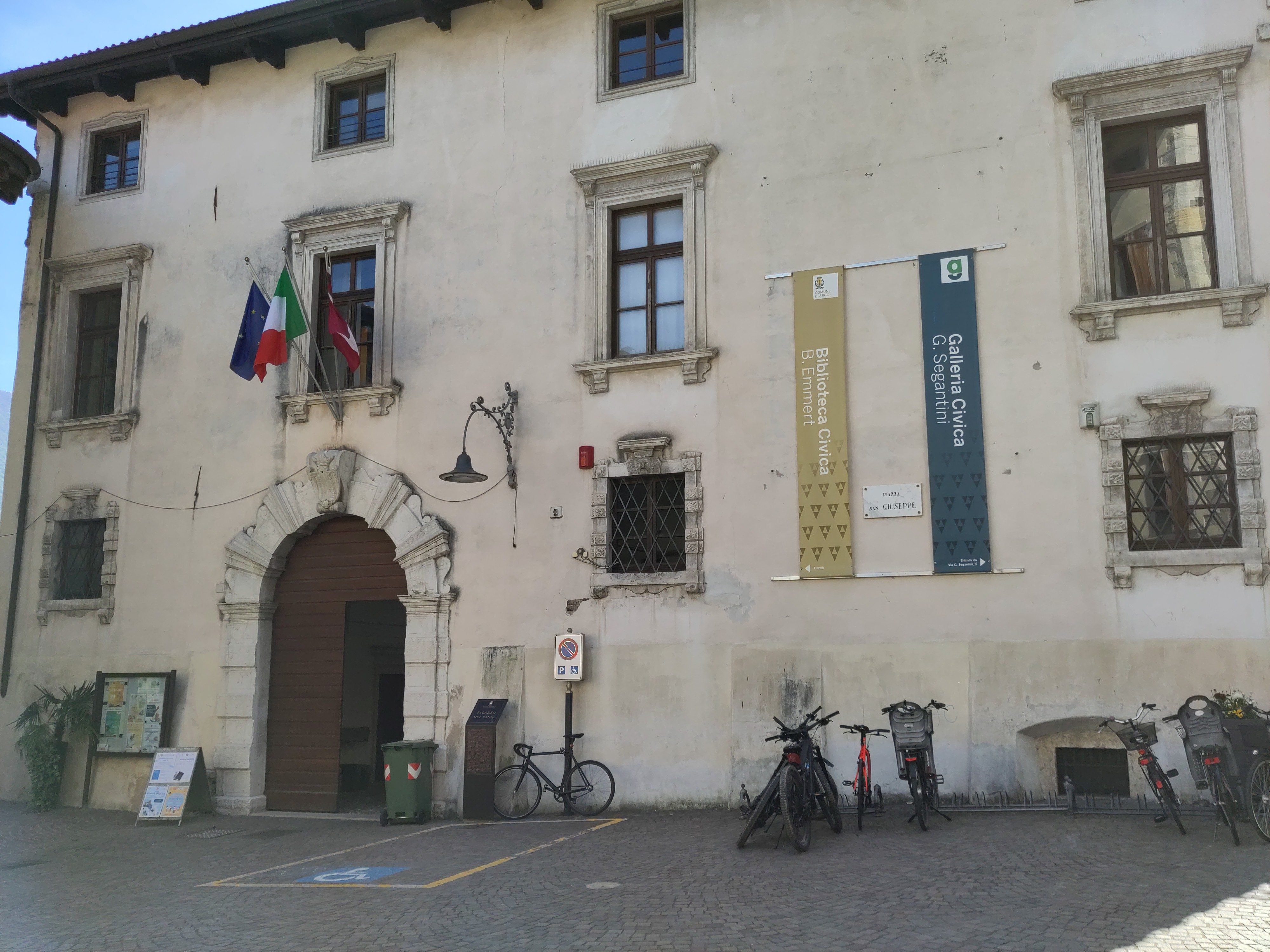
Haupteingang zum Palazzo dei Panni in Arco

Der Palazzo dei Panni liegt an der Via Segantini. Er wurde Ende des 17. Jahrhunderts erbaut und gehörte den Grafen von Arco. Diese ließen im Eingangsportal ihr Wappen anbringen. Ende des 18. Jahrhunderts wurde in dem Gebäude eine Wollspinnerei untergebracht, daher der Name „dei Panni“ (dt.: Stoffe, Tuche). Im 19. Jahrhundert wurde das Gebäude als Feuerwache, Theater und auch als Kindergarten genutzt. Anfang des 20. Jahrhunderts war der Palast auch ein Internat, nach dem Zweiten Weltkrieg eine Schule. Nach einer kompletten Sanierung im Jahr 1990 sind die Kulturabteilung der Stadtverwaltung, die Stadtbibliothek, die historische Büchersammlung des Fond Bruno Emmert sowie die Stadtgalerie „Giovanni Segantini“ in das Gebäude eingezogen. Diese umfasst eine Giovanni Segantini gewidmete Ausstellung.

## Umgebung von Arco

### Einsiedelei und Klause von San Paolo

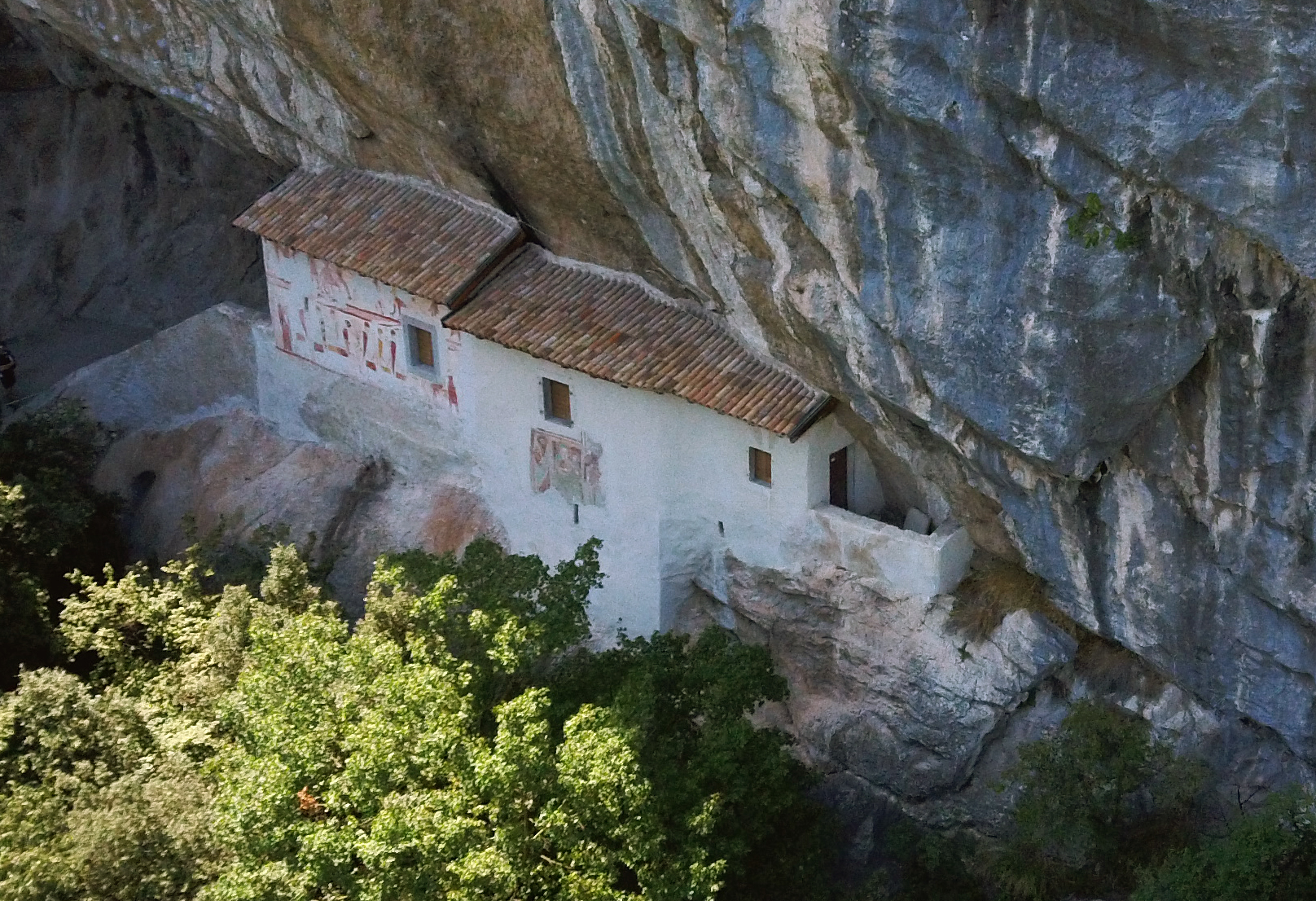
Klause San Paolo

Die Klause von San Paolo liegt etwa 2 km nördlich von Arco im Sarcatal an der alten Straße nach Dro. Sie ist eng an die Felswand geschmiegt; der Fels fungiert als Wand und auch als Gewölbe. Die Klause besteht nur aus einer kleinen Kapelle und einem kleinen angrenzenden Zimmer mit Kamin, das für die Eremiten bestimmt war. Dieses wird durch eine kleine Terrasse im Norden vervollständigt, darunter liegt noch ein kleiner Raum. Über Jahrhunderte lebten Eremiten hier in Einsamkeit und Enthaltsamkeit, nur dem Gebet zugewandt.
Die Klause gehört zu den ältesten Monumenten im Trentino; ihr Altar wurde am 9. April 1186 geweiht. Das Innere des Kirchenraums ist reich mit Fresken verziert. Bei Restaurierungsarbeiten im Jahr 1950 kamen Darstellungen aus dem Leben des heiligen Paulus sowie eine Szene des letzten Abendmahls zum Vorschein.

### Felszeichnungen von Pianaura
Nördlich des Ortsteils San Martino liegt versteckt in einem bewaldeten Klettergebiet eine Wand mit prähistorischen Ritzzeichnungen.

### Chiesa di San Rocco in Caneve
Diese kleine Kirche steht im Ortsteil Caneve östlich der Sarca. Es handelt sich um eine Kreuzkuppelkirche, die mit Fresken aus dem 15. Jahrhundert ausgestattet ist. Dargestellt wird die Passion Jesu in einem Bilderzyklus, wobei die Kreuzigung vor dem Altarraum dominiert. Die Fresken werden Schülern des Meisters Andrea Mantegna (1431–1506) zugeschrieben.

### Ponte Romano
In der Nähe des Ortes Ceniga nördlich von Arco steht die Ponte Romano. Dies ist eine alte Römerbrücke, die an dieser Stelle die Sarca überquert.

### Steinwüste Marocche
Dieses Bergsturzgebiet liegt nördlich von Arco, umfasst mehrere Hektar und steht teilweise unter Naturschutz. Es besteht aus mehreren Bergstürzen und -rutschen, die zu unterschiedlichen Zeiten entstanden sind, als sich die Gletscher in der letzten Eiszeit zurückzogen. Die Geröllmassen türmen sich bis zu einer Höhe von 320 Metern auf. Die Steinwüste ist nur spärlich bewachsen und umschließt mehrere Seen, von denen der größte der Lago di Cavedine ist.

## Wirtschaft, Verkehr und Infrastruktur

### Verkehr
Arco liegt an der Staatsstraße SS 45 bis Gardesana Occidentale, die von Trient entlang des westlichen Gardaseeufers bis nach Cremona reicht, sowie an der SS 240 dir, eine Stichstraße von Nago der Staatsstraße SS 240 di Loppio e Val di Ledro von Storo nach Rovereto. Trento-Nord und Rovereto-Süd sind die nächsten Anschlussstellen an die Brennerautobahn A 22.
Bis 1936 war die Stadt durch die Lokalbahn Mori–Arco–Riva an das Eisenbahnnetz angebunden. Der aufgelassene Bahnhof wird heute als zentrale Busstation genutzt. Von hier aus erreicht man die umliegenden Orte, darunter Rovereto, wo sich der nächste Bahnhof der italienischen Staatsbahn befindet, sowie Riva del Garda am Gardasee, mit dem Schiffsverkehr.
In den letzten Jahren wurden Umgehungsstraßen angelegt, die den Verkehr in der Stadt, besonders zu den Hauptverkehrszeiten, deutlich vermindern.

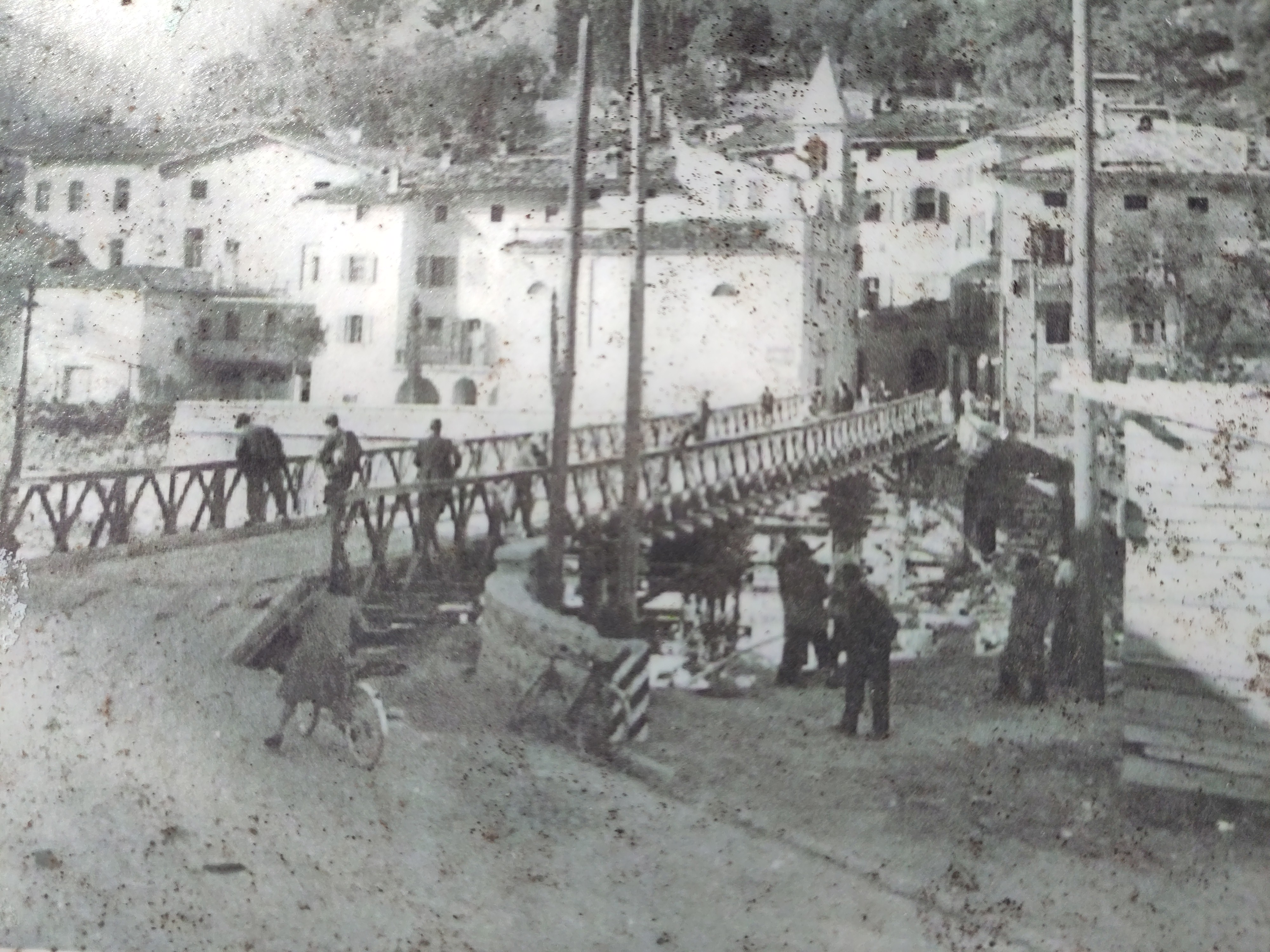
Behelfsbrücke in Arco über die Sarca 1945

Direkt vor der Altstadt von Arco überspannt eine Brücke die Sarca. An der gleichen Stelle gibt es bereits seit Jahrhunderten eine Brücke. Sie war wichtig für das ganze Tal: Um über die Brücke zu gelangen, war ein Zoll fällig. Diese Praxis endete erst 1815 durch ein Gesetz der Habsburger. Die Brücke wurde mehrmals neu gebaut: 1665 brach ein Brückenpfeiler ein, 1703 wurde der Nachfolgebau durch die französische Armee unter General Vendôme zerstört. Im 18. Jahrhundert wurde die Brücke mehrmals durch Überflutungen zerstört und nur behelfsmäßig wieder aufgebaut. Die letzte Zerstörung der Brücke war in den letzten Tagen des Zweiten Weltkriegs. Die darauf errichtete hölzerne Behelfsbrücke wurde 1947 durch die bis heute bestehende Brücke ersetzt.

### Wirtschaft
Die Wirtschaft von Arco basiert auf der Produktion von Olivenöl, Wein, Kunststoff, Papier und Ziegeln. Es gibt viele Olivenhaine und Weinberge in der Umgebung. Dominant sind aber Dienstleistungen wie Handwerk und vor allem Dienstleistungen rund um den Tourismus, wie Beherbergungsbetriebe, Restaurants und Freizeiteinrichtungen.

## Sport

### Klettern
Vom 2. bis 10. Juli 2011 war Arco der Austragungsort der elften Weltmeisterschaft im Klettern.
Arco ist wegen des hohen Felsangebots und des milden Klimas ein beliebtes und ganzjährig begangenes Klettergebiet. Die Berglandschaft um Arco bietet Sportklettergebiete wie auch viele längere alpine Touren bis zu 1000 m Höhe in unterschiedlichen Schwierigkeitsgraden. Direkt rund um Arco sind 22 Klettergebiete aufgelistet (eines davon ist Massone), im weiteren Sarcatal nochmals 25 Klettergebiete. Selbst die Anzahl von Mehrseillängen-Routen im Sarcatal ist mit mehr als 520 beeindruckend. Nördlich des Weilers Braila liegt mit Excalibur die bislang schwerste Sportroute Italiens. Sie wurde im Februar 2023 von Stefano Ghisolfi erstbegangen und mit 9b+ bewertet.

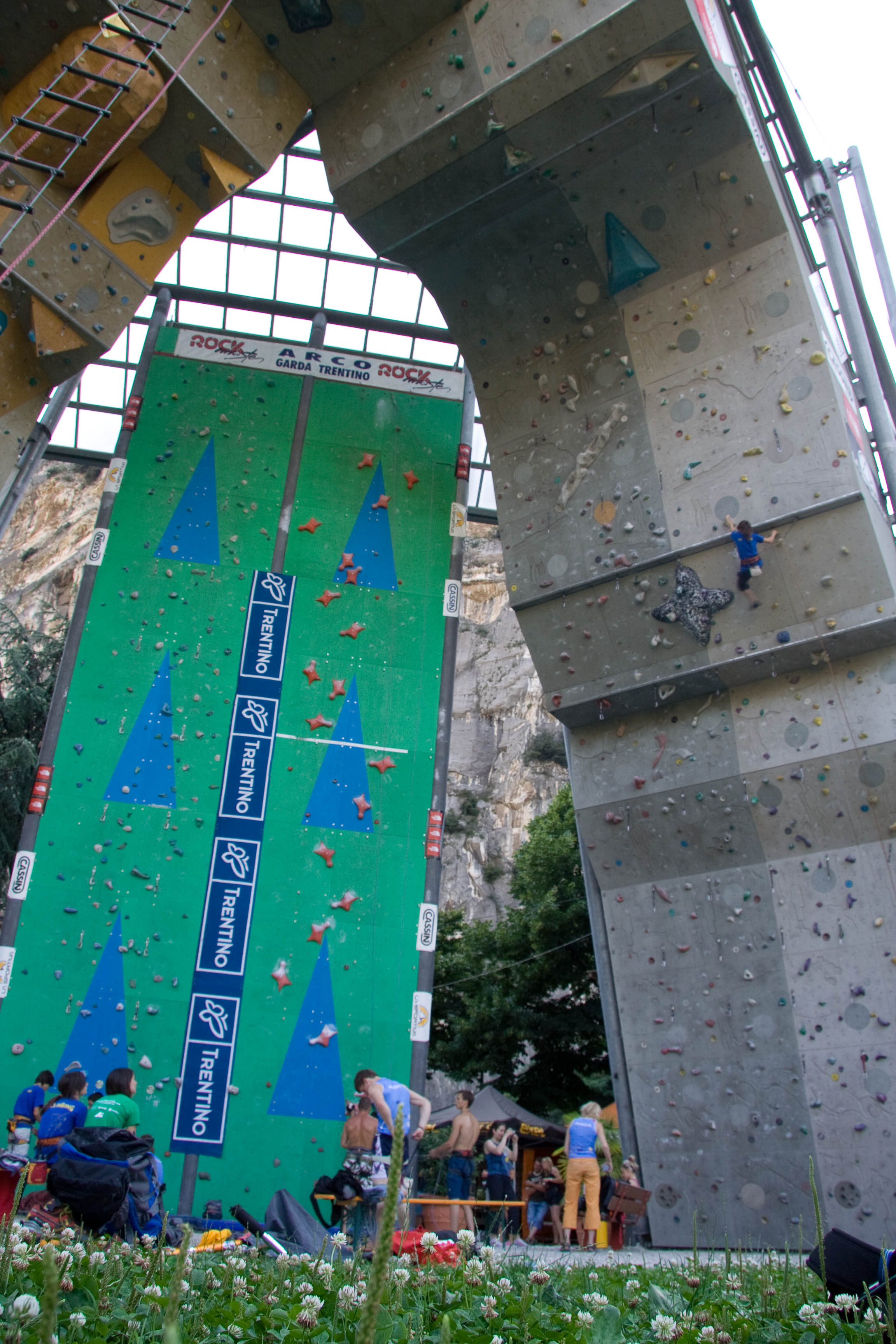
Climbing Stadium (2008)

Jedes Jahr findet in Arco der „Rock Master“ statt. Dieser zählt zu den ältesten und bekanntesten Kletterwettkämpfen, der erste Wettkampf fand 1987 statt. In den ersten Jahren fand er noch am Monte Colodri, dem Hausberg von Arco, statt, seit 1988 wird er an künstlichen Wänden in dem dafür geschaffenen Climbing Stadium ausgetragen. Seit 2021 findet der Rock Master in einem veränderten Modus statt: mit einem Boulder- und Leadwettkampf, in dem 8 Athleten und 10 Athletinnen gegeneinander antreten. Im September 2023 wurde der Rock Master bereits zum 36. Mal ausgetragen. 2024 begannen Umbauarbeiten am Areal, das in Zukunft auch öffentlich genutzt werden soll. Die Bauarbeiten sollten im Sommer 2024 abgeschlossen sein.[veraltet]

### Radfahren
Am 2. Juni 2001 endete die 14. Etappe des Giro d’Italia in Arco.
Arco ist Ausgangspunkt für zahlreiche Mountainbike-Touren. Besonders beliebt ist der Radweg „Pista ciclabile Basso Sarca“, der direkt an der Sarca beginnt und über die Dörfer Ceniga und Dro bis nach Sarche führt.

## Persönlichkeiten
- Joseph Franz Valerian von Arco (1686–1746), Fürstbischof von Chiemsee
- Prospero Marchetti (1822–1884), Politiker
- Giovanni Segantini (1858–1899), Maler
- Julius Trautzl (1859–1958), Bildhauer und Medailleur
- Luigi Bonazza (1877–1965), Maler
- Gianni Caproni (1886–1957), Ingenieur und Luftfahrtpionier
- Giancarlo Maroni (1893–1952), Architekt
- Mauro Ottobre (* 1974), Politiker